# مايكل إم. جاي فيشر
مايكل إم. جاي فيشر (بالإنجليزية: Michael M. J. Fischer) هو عالم إنسان وفيلسوف أمريكي، ولد في 1946.